# Jim Nabors
James Thurston "Jim" Nabors (1930 – 2017) var en amerikansk filmskuespiller.

## Filmografi
- Byens bedste horehus (1982)
- Ud at køre med de skøre 2 (1984)